# Старкс, Клиффорд
Кли́ффорд Бе́рнард Старкс (англ. Clifford Bernard Starks; род. 25 апреля 1981, Сакраменто) — американский боец смешанного стиля, представитель средней и полутяжёлой весовых категорий. Выступает на профессиональном уровне начиная с 2009 года, известен по участию в турнирах таких бойцовских организаций как UFC, Bellator, WSOF, ACB, Shark Fights и др.

## Биография
Клиффорд Старкс родился 25 апреля 1981 года в городе Сакраменто, штат Калифорния. Учился в старшей школе в Финиксе, где играл в футбол, занимался борьбой и лёгкой атлетикой. Был талантлив и показывал в спорте достаточно неплохие результаты, в частности становился чемпионом штата по борьбе в своей возрастной группе. Позже проходил обучение в колледже и затем в Университете штата Аризона, где состоял в одной борцовской команде вместе с будущим известным тяжеловесом Кейном Веласкесом, участвовал во многих студенческих соревнованиях, в том числе занимал третье место в конференции PAC 10.

### Начало профессиональной карьеры
Дебютировал в смешанных единоборствах на профессиональном уровне в декабре 2009 года, во втором раунде заставил своего соперника сдаться с помощью удушающего приёма «американа». Дрался преимущественно в небольшом американском промоушене Rage in the Cage на территории штата Аризона, провёл здесь в общей сложности пять боёв и во всех одержал победу. Также выступил на турнире MEZ Sports: Pandemonium в Калифорнии, где тоже стал победителем.
В октябре 2011 года выиграл турнир достаточно крупного промоушена Shark Fights в Неваде.

### Ultimate Fighting Championship
Имея в послужном списке семь побед и ни одного поражения, Старкс привлёк к себе внимание крупнейшей бойцовской организации мира Ultimate Fighting Championship и подписал с ней эксклюзивный контракт. Его дебютный поединок в октагоне состоялся уже через две недели после предыдущего боя — пришлось на коротком уведомлении заменить травмировавшегося Брэда Тавареса во встрече с таким же новичком UFC Дастином Джакоби. Несмотря на отсутствие времени на подготовку, Старкс уверенно выиграл все три раунда и одержал победу единогласным решением судей.
Однако дальше его дела в организации складывались не так удачно, в 2012 году он сначала проиграл сдачей соотечественнику Эду Херману, а затем был нокаутирован кубинцем Йоэлем Ромеро. На этих двух поражениях его сотрудничество с UFC подошло к концу.

### Bellator MMA
В 2013 году Клиффорд Старкс присоединился к другой крупной американской организации Bellator MMA, где провёл два успешных поединка: единогласным судейским решением выиграл у Джо Ягера и технической сдачей победил Кобе Ортиса — поймал его в «гильотину», и тот потерял сознание от асфиксии.

### World Series of Fighting
Начиная с 2015 года Старкс выступал в промоушене World Series of Fighting. Выиграл здесь три первых поединка, в том числе взял верх над довольно сильным бойцом Майком Кайлом, причём два боя прошли в непривычном для него полутяжёлом весе.
Находясь на серии из пяти побед, удостоился права оспорить титул чемпиона WSOF в среднем весе, который на тот момент принадлежал Дэвиду Бранчу. Чемпионский бой между ними состоялся в апреле 2016 года и продлился все отведённые пять раундов — в итоге судьи единогласно отдали победу Бранчу, сохранив за ним чемпионский пояс.

### Absolute Championship Berkut
В 2017 году Старкс дважды выступил на турнирах крупного российского промоушена Absolute Championship Berkut, выходил в клетку против чеченцев Альберта Дураева и Абдурахмана Джанаева, но обоим проиграл.

## Статистика в профессиональном ММА
| Боёв 19  | Побед 14 | Поражений 5 |
| -------- | -------- | ----------- |
| Нокаутом | 3        | 1           |
| Сдачей   | 4        | 2           |
| Решением | 7        | 2           |

| Результат | Рекорд | Соперник             | Способ                        | Турнир                             | Дата             | Раунд | Время | Место           | Примечание                                 |
| --------- | ------ | -------------------- | ----------------------------- | ---------------------------------- | ---------------- | ----- | ----- | --------------- | ------------------------------------------ |
| Поражение | 14-5   | Абдул-Рахман Джанаев | Решение большинства           | ACB 74                             | 25 ноября 2017   | 3     | 5:00  | Вена, Австрия   |                                            |
| Победа    | 14-4   | Уэйлон Котскуйва     | Сдача (болевой)               | Ringside Unified Fighting 22       | 23 сентября 2017 | 1     | 3:35  | Марикопа, США   |                                            |
| Поражение | 13-4   | Альберт Дураев       | Сдача (удушение сзади)        | ACB 67                             | 19 августа 2017  | 2     | 2:34  | Грозный, Россия |                                            |
| Поражение | 13-3   | Дэвид Бранч          | Единогласное решение          | WSOF 30                            | 2 апреля 2016    | 5     | 5:00  | Лас-Вегас, США  | Бой за титул чемпиона WSOF в среднем весе. |
| Победа    | 13-2   | Красимир Младенов    | Единогласное решение          | WSOF 23                            | 18 сентября 2015 | 3     | 5:00  | Финикс, США     |                                            |
| Победа    | 12-2   | Майк Кайл            | Единогласное решение          | WSOF 22                            | 1 августа 2015   | 3     | 5:00  | Лас-Вегас, США  | Бой в полутяжёлом весе.                    |
| Победа    | 11-2   | Джейк Хеун           | Сдача (треугольник руками)    | WSOF 19                            | 28 марта 2015    | 2     | 4:11  | Финикс, США     | Бой в полутяжёлом весе.                    |
| Победа    | 10-2   | Кобе Ортис           | Техническая сдача (гильотина) | Bellator 126                       | 26 сентября 2014 | 2     | 0:52  | Финикс, США     |                                            |
| Победа    | 9-2    | Джо Ягер             | Единогласное решение          | Bellator 100                       | 20 сентября 2013 | 3     | 5:00  | Финикс, США     |                                            |
| Поражение | 8-2    | Йоэль Ромеро         | KO (удары)                    | UFC on Fox: Henderson vs. Melendez | 20 апреля 2013   | 1     | 1:32  | Сан-Хосе, США   |                                            |
| Поражение | 8-1    | Эд Херман            | Сдача (удушение сзади)        | UFC 143                            | 4 февраля 2012   | 2     | 1:43  | Лас-Вегас, США  |                                            |
| Победа    | 8-0    | Дастин Джакоби       | Единогласное решение          | UFC 137                            | 29 октября 2011  | 3     | 5:00  | Лас-Вегас, США  |                                            |
| Победа    | 7-0    | Артенас Янг          | Единогласное решение          | Shark Fights 20                    | 15 октября 2011  | 3     | 5:00  | Лафлин, США     |                                            |
| Победа    | 6-0    | Руди Агилар          | TKO (удары руками)            | Rage in the Cage 152               | 21 мая 2011      | 1     | 1:42  | Чандлер, США    |                                            |
| Победа    | 5-0    | Рое Харрис           | KO (удар рукой)               | Rage in the Cage 151               | 16 апреля 2011   | 1     | 2:59  | Чандлер, США    |                                            |
| Победа    | 4-0    | Тони Джонсон         | Единогласное решение          | MEZ Sports: Pandemonium 4          | 25 февраля 2011  | 3     | 5:00  | Риверсайд, США  |                                            |
| Победа    | 3-0    | Майк Хейденрич       | TKO (удары руками)            | Rage in the Cage 144               | 11 сентября 2010 | 1     | 1:23  | Чандлер, США    |                                            |
| Победа    | 2-0    | Рейес Ортис          | Раздельное решение            | Rage in the Cage 139               | 13 февраля 2010  | 3     | 5:00  | Тусон, США      |                                            |
| Победа    | 1-0    | Чед Меннеке          | Сдача (американа)             | Rage in the Cage 138               | 4 декабря 2009   | 2     | 1:35  | Меса, США       |                                            |